# Михайлов, Пётр Борисович
Пётр Борисович Михайлов (род. 27 апреля 1975) — российский религиозный мыслитель, историк философии, патролог-византолог и филателист. Кандидат философских наук (2005), доцент (2007). Один из авторов «Православной энциклопедии». Доктор теологии (2024).

## Биография
Родился в интеллигентной московской семье, с 1993 по 1995 годы проходил срочную службу в Российской армии, где играл на тромбоне.
В 1995 году закончил Академическое музыкальное училище при Московской государственной консерватории имени П. И. Чайковского.
В 1995—2000 годы обучался в Российском православном университете святого Иоанна Богослова по специальности религиоведение, защитив диплом на тему: «Богословие имени в имяславии и православии» (научный руководитель В. В. Шмалий).
В 2001—2004 годы обучался в аспирантуре при Институте философии РАН.
С 2000 года преподавал различные богословские и гуманитарные дисциплины РПУ и МГЛУ. В 2002 году начал преподавать в Православном Свято-Тихоновском богословском институте (с 2004 года — ПСТГУ).
20 октября 2005 году в Институте философии РАН защитил диссертацию на соискание учёной степени кандидата философских наук «Анализ философской аргументации в полемике св. Василия Великого против Евномия» (научный руководитель Ю. А. Шичалин; специальность 09.00.03 — история философии); официальные оппоненты — доктор философских наук А. А. Столяров и кандидат филологических наук А. В. Вдовиченко; ведущая организация — кафедра философии МГИМО (У) МИД России.
В 2006—2010 годы — заведующий кафедрой патрологии ПСТГУ. В 2007 году получил учёное звание доцента.
1 января 2009 года начал преподавать на кафедре библеистики Московской духовной академии.
В 2009—2012 годы был участником «Wiener patristische Tagungen V & VI».
В 2010—2016 годы — заведующий кафедрой систематического богословия и патрологии ПСТГУ. В 2019 году назначен профессором кафедры систематического богословия и патрологии.
21 октября 2024 года на Объединённом диссертационном совете ПСТГУ и СПбДА, заседавшем во Владимирском зале Московского епархиального дома, защитил диссертацию «Историческая теология как направление научных исследований: история, теория, метод» на соискание степени доктора теологии. Официальными оппонентами на защите выступили: доктор философских наук, доцент ФГБОУ ВО «Уральская государственная консерватория им. М. П. Мусоргского» Дмитрий Игоревич Макаров, доктор философских наук, профессор ФГБОУ «Дальневосточный федеральный университет» Сергей Викторович Пишун, доктор философских наук, профессор Российской академии народного хозяйства и государственной службы при Президенте Российской Федерации Алексей Владимирович Ситников. За присуждение степени доктора наук единогласно проголосовали все члены Объединённого диссертационного совета ПСТГУ и СПбДА.

## Публикации
- Наследие Святых отцов в XX веке. Итоги исследований / сост., ред. П. Б. Михайлов. — М.: ПСТГУ, 2010. — 262 с.
- Категории богословской мысли: монография. — Москва : Изд-во ПСТГУ, 2013. — 310 с. — ISBN 978-5-7429-0695-7
  - Категории богословской мысли. — 2-е изд., испр. и доп. — Москва : ПСТГУ, 2015. — 382 с. — ISBN 978-5-7429-0984-2 — 500 экз.

- Лингвистические аспекты имяславия в сопоставлении со святоотеческими представлениями о природе языка // Богословский сборник ПСТБИ, № 8. — М., 2001. — С. 70—86.
- Аристотель // Православная энциклопедия. — М., 2001. — Т. III : Анфимий — Афанасий. — С. 256—257. — 40 000 экз. — ISBN 5-89572-008-0. (часть статьи)
- Святоотеческие источники просвещения Древней Руси // Альфа и Омега. 2002. — № 3 (33). — С. 313—323
- Василий Великий // Православная энциклопедия. — М., 2004. — Т. VII : Варшавская епархия — Веротерпимость. — С. 131—146, 150—169. — 39 000 экз. — ISBN 5-89572-010-2. (часть статьи)
- Василий, архиеп. Селевкии Исаврийской // Православная энциклопедия. — М., 2004. — Т. VII : Варшавская епархия — Веротерпимость. — С. 64-67. — 39 000 экз. — ISBN 5-89572-010-2.
- Языковой аргумент в полемике святителя Василия против Евномия // Альфа и Омега. 2005. — № 1 (42). — С. 101—117.
- Гангрский собор // Православная энциклопедия. — М., 2005. — Т. X : Второзаконие — Георгий. — С. 402—405. — 39 000 экз. — ISBN 5-89572-016-1.
- Геннадий II Схоларий // Православная энциклопедия. — М., 2005. — Т. X : Второзаконие — Георгий. — С. 612—616. — 39 000 экз. — ISBN 5-89572-016-1. (в соавторстве с С. А. Жаворонковым)
- Деятельность разума в богословии. Анализ понятия επίνοια в древнехристианской и позднеантичной письменности // Вестник ПСТГУ. Богословие — Философия. I:15. — М., 2006. — С. 52—82.
- О безумии веры и верности разума // Альфа и Омега. 2006. — № 2 (46). — С. 261—281.
- Горгония // Православная энциклопедия. — М., 2006. — Т. XII : Гомельская и Жлобинская епархия — Григорий Пакуриан. — С. 104. — 39 000 экз. — ISBN 5-89572-017-X.
- Григорий Старший // Православная энциклопедия. — М., 2006. — Т. XII : Гомельская и Жлобинская епархия — Григорий Пакуриан. — С. 479—480. — 39 000 экз. — ISBN 5-89572-017-X.
- Григорий II Кипрский // Православная энциклопедия. — М., 2006. — Т. XII : Гомельская и Жлобинская епархия — Григорий Пакуриан. — С. 599—601. — 39 000 экз. — ISBN 5-89572-017-X.
- Даниелу // Православная энциклопедия. — М., 2006. — Т. XIII : Григорий Палама — Даниель-Ропс. — С. 723—728. — 39 000 экз. — ISBN 5-89572-022-6.
- Святитель Иоанн Златоуст как участник арианских споров // Альфа и Омега. 2007. — № 2 (48). — С. 59-67.
- Дидим Слепец // Православная энциклопедия. — М., 2006. — Т. XIII : Григорий Палама — Даниель-Ропс. — С. 677—686. — 39 000 экз. — ISBN 5-89572-022-6.
- Возрождение богословских традиций // Вестник ПСТГУ. Богословие — Философия. I: 4 (20). — М., 2007. — С. 7—17.
- Естественное богопознание в греческой патристике // Философия религии: альманах (2006—2007). — М.: Наука, 2007. — С. 247—263.
- Духоборчество // Православная энциклопедия. — М., 2007. — Т. XVI : Дор — Евангелическая церковь союза. — С. 368—372. — 39 000 экз. — ISBN 978-5-89572-028-8.
- Душа // Православная энциклопедия. — М., 2007. — Т. XVI : Дор — Евангелическая церковь союза. — С. 461—466. — 39 000 экз. — ISBN 978-5-89572-028-8. (часть статьи)
- Евстафий Севастийский // Православная энциклопедия. — М., 2008. — Т. XVII : Евангелическая церковь чешских братьев — Египет. — С. 303—304. — 39 000 экз. — ISBN 978-5-89572-030-1.
- Евхаристия (часть I) // Православная энциклопедия. — М., 2008. — Т. XVII : Евангелическая церковь чешских братьев — Египет. — С. 570—574. — 39 000 экз. — ISBN 978-5-89572-030-1. (часть статьи)
- Тема свободы в греческой патристике // Философия и культура. Научный журнал. 2008. — № 3. — С. 48—56.
- Святоотеческая герменевтика таинства Евхаристии // Вестник ПСТГУ. Богословие — Философия. I: 4 (24). — М., 2008. — С. 40—51.
- Η χριστιανική Θεολογία στον 20 αιώνα // Ύδωρ εκ πέτρας. Τεύχη 17-22. Άγιος Νικόλαος, Κρήτης, 2008. — Σ. 249—251.
- Τι σημαίνει Ελλάδα για μας? // Ύδωρ εκ πέτρας. Τεύχη 17-22. Άγιος Νικόλαος, Κρήτης, 2008. — Σ. 253—255.
- Естественная теология // Православная энциклопедия. — М., 2012. — Т. XXVIII : Исторический музей — Йэкуно Амлак. — С. 701—704. — 39 000 экз. — ISBN 978-5-89572-025-7. (часть статьи)
- Жан Даниелу (1905—1974): кардинал, ученый, богослов // Вестник ПСТГУ. Богословие — Философия. I: 3 (27). — М., 2009. — С. 13—31.
- Зерца́ло или тусклое стекло? Об одной особенности христианской гносеологии // Альфа и Омега. — М., 2009. — № 3 (56). — С. 34—51.
- Зло // Православная энциклопедия. — М., 2009. — Т. XX : Зверин в честь Покрова Пресвятой Богородицы женский монастырь — Иверия. — С. 211—214. — 39 000 экз. — ISBN 978-5-89572-036-3. (часть статьи)
- Образовательная роль библейского комментария // Культура интерпретации до начала Нового времени / Отв. ред. Ю. В. Иванова, А. М. Руткевич. — М.: ГУ-ВШЭ, 2009. — С. 405—415
- Вопросы византийской философии: новая книга В. М. Лурье // Философия религии: альманах (2008—2009). — М.: Языки славянских культур, 2010. — С. 440—448.
- Василий Великий о познании Бога // Альфа и Омега. 2010. — № 2 (58). — С. 92-103.
- Начала богословского знания // Вестник ПСТГУ I: Богословие. Философия. 2011. — Вып. 3 (35). — С. 7-21.
- Предмет и история философии религии по публикациям В. К. Шохина // Вопросы философии. 2011. — № 9. — С. 120—125.
- Священное в повседневном: эвристические возможности естественной теологии // Вестник ПСТГУ I: Богословие. Философия. 2011. — Вып. 5 (37). — С. 23-41.
- Компетенции рациональности в теологии: свидетельства греческой патристики // Философия религии: альманах (2010—2011). — М.: Восточная литература РАН, 2011. — С. 149—161
- Богословие истории Жана Даниелу // Философия религии: альманах (2010—2011). — М.: Восточная литература РАН, 2011. — С. 355—363
- Естественное созерцание в богословии преп. Максима Исповедника // Альфа и Омега. 2011. — № 3 (62). — С. 42-51
- История как призвание богословия // Вестник ПСТГУ II: История. История Русской Православной Церкви. 2012. — Вып. 4 (47). — С. 7-22
- Богословские стратегии в трактате Оригена «О началах» // Полемическая культура и структура научного текста в Средние века и раннее Новое время. — М.: Изд. дом Высшей школы экономики, 2012. — С. 17-26
- L’Eucharistie selon le Père Cyprien Kern // La pensée orthodoxe 9 (Nouvelle série). — Paris: Institut de Théologie Orthodoxe Saint-Serge, 2012. — Р. 83-92
- История как предмет богословия // Вестник ПСТГУ I: Богословие. Философия (2012). — Вып. 6 (44). — С. 30-42
- Вера (правосл.) // Богословская антропология. Русско-православный / римско-католический словарь: издания на русском и немецком языках. — М.: Паломник; Никея, 2013. — С. 163—168
  - Glaube // Handwörterbuch Theologische Anthropologie. Römisch-katholisch / Russisch-orthodox. Eine Gegenüberstellung. Freiburg-Basel-Wien: Herder, 2012. — S. 342—346
- Речь (правосл.) // Богословская антропология. Русско-православный / римско-католический словарь: издания на русском и немецком языках. — М.: Паломник; Никея, 2013. — С. 422—426
  - Sprechen // Handwörterbuch Theologische Anthropologie. Römisch-katholisch / Russisch-orthodox. Eine Gegenüberstellung. Freiburg-Basel-Wien: Herder, 2012. — S. 520—524
- Слово (правосл.) // Богословская антропология. Русско-православный / римско-католический словарь: издания на русском и немецком языках. — М.: Паломник; Никея, 2013. — С. 483—488
  - Wort // Handwörterbuch Theologische Anthropologie. Römisch-katholisch / Russisch-orthodox. Eine Gegenüberstellung. Freiburg-Basel-Wien: Herder, 2012. — S. 654—659
- L’utilisation de la rationalité dans la théologie chrétienne selon les Cappadociens / Trad. par J. Lopoukhine // Contacts. Revue orthodoxe de théologie et de spiritualité. 2013. — T. 65. — Р. 5-18
- Богословский метод в споре о Софии // Софиология и неопатристический синтез: богословские итоги философского развития: Сборник научных статей / Сост. К. М. Антонов, Н. А. Ваганова. — М.: Изд-во ПСТГУ, 2013. — С. 250—261
- Пьер Адо о философии природы, радости и ужасе бытия // Философия религии: альманах (2012—2013). — М.: Восточная литература РАН, 2013. — С. 471—483
- Кризис христианской Европы в богословских дискуссиях 1930-40-х годов // Россия и Ватикан. — Вып. 3: Русская эмиграция в Европе и Католическая церковь между двумя мировыми войнами. — М.: ЛЕНАНД, 2014. — С. 114—124
- Проблема развития в богословии и догматике // Вестник ПСТГУ I: Богословие. Философия (2013). — Вып. 6 (50). — С. 9-23
- The Competence and Responsibility of Natural Theology // International Journal of Orthodox Theology 3:2. 2012. — P. 145—156
- Тайна истории у Оригена: конфликт интерпретаций // Вестник ПСТГУ II: История. История Русской Православной Церкви. 2014. — Вып. 1 (56). — С. 16-30
- Каппадокийцы против аномеев: тактика ведения богословской полемики // Communio et traditio: Кафолическое единство Церкви в раннехристианскую эпоху. — М.: Изд-во ПСТГУ, 2014. — С. 66-79
- Богословские науки: методология исследований // Религиоведческие исследования. Researches in Religious Studies. 2014. — № 1-2 (9-10). — М., 2014. — С. 74-85
- История и истина: возможности взаимодействия богословской и исторической методологий // Вестник ПСТГУ II: История. История Русской Православной Церкви. 2014. — Вып. 5 (60). — С. 109—122
- Конгар // Православная энциклопедия. — М., 2014. — Т. XXXVI : Клотильда — Константин. — С. 569—576. — 29 000 экз. — ISBN 978-5-89572-041-7.
- Категория времени в христианской метафизике: Григорий Нисский и Максим Исповедник // ΣΧΟΛΗ. Философское антиковедение и классическая традиция. — Т. 9 (Вып. 1). 2015. — С. 119—136
- Богословие на перепутье: философская или историческая теология? // Вестник ПСТГУ I: Богословие. Философия (2015). — Вып. 2 (58). — С. 9-24
- The Reading of Religious Texts as Mystical Experience // European Journal for Philosophy of Religion 7/2 (Summer 2015). — P. 193—207
- Богословие истории протоиерея Георгия Флоровского // Георгий Васильевич Флоровский. — М.: Политическая энциклопедия, 2015. — С. 156—179
- Духовное чтение как мистический опыт // Философия религии: альманах. 2014—2015. — М.: Наука, Восточная литература, 2015. — С. 204—223
- Крузель // Православная энциклопедия. — М., 2015. — Т. XXXIX : Крисп — Лангадасская, Литиская и Рендинская митрополия. — С. 58-60. — 33 000 экз. — ISBN 978-5-89572-033-2.
- Этос православного богословия в традициях русского церковного зарубежья // Ежегодник Дома русского зарубежья Александра Солженицына. 2014—2015. — М., 2015. — С. 295—304
- Богословие истории блж. Августина // Блаженный Августин и августинизм в западной и восточной традициях. — М.: ПСТГУ, 2016. — С. 6-17
- Отечество земное или небесное? К проблеме локализации Предания // Вестник ПСТГУ I: Богословие. Философия (2016). — Вып. 3 (65). — С. 9-24
- Любак Анри де // Православная энциклопедия. — М., 2016. — Т. XLII : Львовский собор — Максим, блаженный, Московский. — С. 28-33. — 30 000 экз. — ISBN 978-5-89572-047-9.
- Даниелу // Философы Франции: Словарь. / Изд. 2-е, испр. и доп. Ред. И. И. Блауберг. М.; СПб.: Центр гуманитарных инициатив 2016 г. — C. 136−139
- Любак де // Философы Франции: Словарь. / Изд. 2-е, испр. и доп. Ред. И. И. Блауберг. М.; СПб.: Центр гуманитарных инициатив 2016 г. — C. 288−290
- Тильет // Философы Франции: Словарь. / Изд. 2-е, испр. и доп. Ред. И. И. Блауберг. М.; СПб.: Центр гуманитарных инициатив 2016 г. — C. 405−406
- Фессар // Философы Франции: Словарь. / Изд. 2-е, испр. и доп. Ред. И. И. Блауберг. М.; СПб.: Центр гуманитарных инициатив 2016 г.. — C. 422−423
- Богословские ответы на вызовы европейского утопизма: некоторые теологические программы первой половины XX века // Вестник ПСТГУ II: История. История Русской Православной Церкви. 2016. — Вып. 5 (72). — С. 86-98
- Метафизика Псалтири: Григорий Нисский о надписаниях псалмов // Вестник Русской христианской гуманитарной академии. 2016. — Т. 17. — Вып. 3. — С. 25−39
- Концепция эллинизации христианства в истории теологии // Вестник ПСТГУ I: Богословие. Философия. Религиоведение. 2017. — Вып. 71. — С. 50-68
- Ганс Урс фон Бальтазар и историческая теология // Швейцарская теология и русская религиозная философия. Рецепция и воздействие: Сборник статей. — СПб.: Нестор-История, 2017. — С. 136−148
- Историческая теология отца Иоанна Мейендорфа // Протопресвитер Иоанн Мейендорф. Церковь в истории. — М.: ПСТГУ; ЭКСМО, 2017. — C. XI−XXVI
- Истина веры: история или развитие? Два историко-богословских проекта XIX века: «история догматов» и «догматическое развитие» // Христианское чтение: научный журнал Санкт-Петербургской духовной академии № 6 [ноябрь-декабрь], 2017: Теология. Философия. История. — С. 79−90
- Неопатристический синтез // Православная энциклопедия. — М., 2017. — Т. XLVIII : Муромский в честь Успения Пресвятой Богородицы мужской монастырь — Непал. — С. 654—657. — 30 000 экз. — ISBN 978-5-89572-055-4.
- Ориген как экзегет // Православная энциклопедия. — М., 2019. — Т. LIII : Онуфрий — Павел. — С. 217—219. — 39 000 экз. — ISBN 978-5-8957-2060-8.
- Новое обращение к патристике: «парижское богословие» русского зарубежья и «новая теология» французских католиков // Диалог со временем 68. — М.: ИВИ, 2019. — С. 133‒148
- Human Dignity and Deification. Visions of the Greek Church Fathers // Journal of Eastern Christian Studies (Human Dignity and Patristic Legacy). Vol. 71. Issue 3‒4 (2019). — P. 249‒268
- Патрология // Православная энциклопедия. — М., 2018. — Т. L : Никодим — Никон, Патриарх Антиохийский. — С. 63—68. — 39 000 экз. — ISBN 978-5-89572-057-8.
- Анри де Любак в богословских дискуссиях о религиозном и религии на Втором Ватиканском Соборе // Философия религии: аналитические исследования / Philosophy of Religion: Analytic Researches. 2020. — Т. 4. — № 1. — С. 72‒89.
- Патристика в свете современных исследований. // Вестник Православного Свято-Тихоновского гуманитарного университета. Серия 1: Богословие. Философия. Религиоведение, 2021. — Выпуск: 94. — С. 141‒161.
- Между веком и вечностью. Богословие истории в истории богословия // Христианское чтение, 2021. — Выпуск: 1. — С. 141‒155.
- Образование понятий о Боге в греческой патристике // Труды кафедры богословия Санкт-Петербургской Духовной Академии, 2023. — Выпуск: 2. — Номер: 18. — С. 112—128.
- «Единородный Бог» (Ин 1.18) ― ошибка переписчика или формула исповедания? // Вестник ПСТГУ. Серия 1: Богословие. Философия. Религиоведение, 2023. — Вып. 107. — С. 24‒44.
- Динамика веры по Дж. Г. Ньюмену // Философия религии: аналитические исследования, 2023. Номер: 2. Том: 7. — С. 115—142.
- Эллинизм в наследии Златоуста // Златоустовские чтения, 2023. — С. 462—477.

- Пути разрешения вопроса имяславия (тезисы доклада) // XI Ежегодная Богословская Конференция ПСТБИ: Материалы 2001. — М., 2001. — C. 61-64
- Наследие каппадокийцев в древнерусской письменности // XII Ежегодная Богословская Конференция ПСТБИ: Материалы 2002. — М., 2002. — C. 29-32
- Св. Василий Великий и Аполлинарий Лаодикийский (тезисы доклада) // XIII Ежегодная Богословская Конференция ПСТБИ: Материалы 2003. — М., 2003. — C. 74-79
- Теория языка у свт. Василия Великого (тезисы доклада) // XIV Ежегодная Богословская Конференция ПСТГУ: Материалы 2004. — М., 2005. — C. 36-40
- Значение веры в церковной традиции и в секулярной мысли // XV Ежегодная Богословская Конференция ПСТГУ: Материалы 2005. — М., 2006. — Т. 1. — С. 140—145
- Επίνοια как категория святоотеческой мысли // XVI Ежегодная Богословская Конференция ПСТГУ: Материалы 2006. — М., 2006. — Т. 1. — С. 69-75
- Рецепция Каппадокийцами учения Оригена о свободе воли // XVII Ежегодная Богословская Конференция ПСТГУ: Материалы 2006/7. — М., 2007. — Т. 1. — С. 59-64
- Revival of theological traditions in the XX century // Accents and perspectives of orthodox dogmatic theology as part of Church mission in today’s world (I international symposium of Orthodox dogmatic theology, Arad / Romania, 6-8 June 2007). — Arad, 2007. — P. 168—176
- Патрологические исследования в XX в. // XVIII Ежегодная Богословская Конференция ПСТГУ: Материалы 2007/8. — М., 2008. — Т. 1. — С. 69-73
- Русский неопатристический синтез // Русская патрология: материалы академической конференции. — С.-П., 2009. — С. 368—383
- Трактат Оригена «О началах»: анализ структуры и содержания // XIX Ежегодная Богословская Конференция ПСТГУ: Материалы 2008/9. — М., 2009. — Т. 1. — С. 11-15
- Учение свт. Иоанна Златоуста о Евхаристии // Православное учение о Церковных Таинствах. Материалы V Международной богословской конференции РПЦ. — М., 13-16 ноября 2007 г.). — М.: Синодальная библейско-богословская комиссия, 2009. — Т. 2. — С. 40-49
- The Eucharistic Sermon Today // Tradition and Dogma: What Kind of Dogmatic Theology do we propose for nowadays? (II Orthodox Dogmatic Theology Symposium, Arad / Romania, 11-13 June 2009). — Arad, 2009. — P. 141—152
- ’Αποστολικὴ παράδοσις according to Cappadocians and St John Chrysostomus // Heiligkeit und Apostolizität der Kirche. Forscher aus dem Osten und Westen Europas an den Quellen des gemeinsamen Glaubens. Pro-Oriente-Studientagung 22.-26 September 2009 / T. Hainthaler, F. Mali, G. Emmenegger. — Wien: Tyrolia-Verlag, 2009. S. 127—134
- Место и значение мистагогии в огласительной практике древней церкви // XX Ежегодная Богословская Конференция ПСТГУ: Материалы 2009. — М., 2010. — Т. 1. — С. 167—172
- Феномен «инкультурации» в раннехристианской апологетике // XXI Ежегодная Богословская Конференция ПСТГУ: Материалы 2010. — М., 2011. — Т. 1. — С. 114—119
- Богословский метод митрополита Антония Сурожского // Жизнь во Христе: Христианская нравственность, аскетическое предание Церкви и вызовы современной эпохи (Москва, 15-18 ноября 2010 г.). — М., 2012. — С. 787—795
- В поисках метода каппадокийской экзегетики // XXII Ежегодная Богословская Конференция ПСТГУ: Материалы 2011. — М., 2012. — Т. 1. — С. 407—413
- The Use of Rationality in Christian Theology According to the Cappadocians // The Function and the limits of reason in dogmatic theology: the third international conference of Orthodox Dogmatic Theologians: Thessaloniki, 23-26 of June 2011; coord.: Ioan Tulcan, Michel Stavrou, Peter Bouteneff, Cristinel Ioja. — Sibiu: Astra Museum, 2012. — Р. 11-25
- The Christian Fact as a Historical Event: Patristic and Contemporary Perspective // Für uns und für unser Heil: Soteriologie in Ost und West. Studientagung Esztergom, 3.-5. Oktober 2012 / Hrsg. von T. Hainthaler, F. Mali, G. Emmenegger und M. Lenkaitytė Ostermann. Wien-Innsbruck: Tyrolia-Verlag, 2014. — S. 323—333.
- The modern significance of the Arian controversy // The actuality of St. Basil the Great: conference lectures: texts from the conference The Actuality of St. Basil the Great in Turku 2010 / G. af Hällström. — Turku : Åbo Akademi, 2011. — Р. 172—193.
- Учение преп. Максима Исповедника о логосах // Proceedings of the International Theological Conferences dedicated to St Maximus the Confessor. Tbilisi, 2015. — P. 232—249; на грузинском с. 606—627.
- Чтение как духовное упражнение по наследию Святых отцов // Духовное наследие Византии и Афона в истории и культуре Рос-сии: Материалы Международных образовательных Рождественских чтений (2007—2015). — М.: Древлехранилище, 2015. — С. 326—333.
- The Mystery of History according to Origen: Conflict of Interpretations // Оrigeniana Undecima: Origen and Origenism in the History of Western Thought (Papers of the 11th International Origen Congress, Aarhus University, 26-31 August 2013) / edited by Anders-Christian Jacobsen. — Leuven, Paris, Bristol: Peeters, 2016. — P. 139—148.
- Святитель Иоанн Златоуст о снисхождении Бога и Божественной снисходительности // Сборник докладов историко-богословской научно-практической конференции «Златоустовские чтения». — М.: Храм свв. бессребреников и чудотворцев Космы и Дамиана на Маросейке, 2017. — С. 91−104.
- Ступени духовного пути по «Главам богословским, гностическим и практическим» прп. Симеона Нового Богослова // Преподобный Симеон Новый Богослов и его духовное наследие: Материалы Второй международной патристической конференции Общецерковной аспирантуры и докторантуры имени святых Кирилла и Мефодия. — М.: ОЦАД, 2017. — С. 312−326.
- Ascension ou exposition? Les types généraux de systématisation théologique d’Irénée à Jean Damascène // Dire Dieu. Principes méthodologiques de l’écriture sur Dieu en patristique. Actes du colloques de Tours, 17−18 avril 2015 / Textes édités par B. Pouderon et A. Usacheva (Collection: Théologie Historique n°124). — Paris: Beauchesne, 2017. — P. 45−57
- L’importance de l’Écriture sainte dans la théologie des Pères cappadociens // Écriture et tradition chez les Pèrs de l’Église / Sous la dir. de M. Stavrou et J. van Rossum (Cahiers de Biblia Patristica). — Turnhout : Brepols, 2017. — P. 105−114
- Sophia, the Wisdom of God, in the Hexaemeron of St Basil // SOPHIA The Wisdom of God — die Weisheit des Gottes / Ed. by T. Hainthaler and oth. — Wien-Innsbruck: Tyrolia-Verlag, 2017. — S. 173—180
- Possible Frameworks for the Development of Doctrine: before and after Nicaea // Dogma and Terminology in the Orthodox Tradition Today: The 4th International Symposium of Orthodox Dogmatic Theology: Sofia, 2013 / ed.: I. Tulcan, P. Bouteneff, M. Stavrou. — Sibiu: Astra Museum, 2015. — P. 109−120
- L’ospitalità di Abramo (Gen 18, 1‒16) nella tradizione patristica e iconografica // Il dono dell’ospitalità. Atti del XXV Convegno ecumenico internazionale di spiritualità ortodossa. Bose, 6‒9 settembre 2017 a cura di monaci di Bose. — Magnano : Edizioni Qiqajon, 2018. — P. 105‒123
- Златоуст через века: к вопросу о рецепции наследия святителя Иоанна // Folia Petropolitana. Журнал Богословского Института св. Иоанна Златоуста. Сборник материалов Седьмых богословских чтений в память об о. Бернардо Антонини «Между Востоком и Западом. Св. Иоанн Златоуст ― вчера и сегодня». — СПб., 2018. — C. 129‒142
- Reception of the Doctrine about Pronoia of Origen by the Great Cappadocians // PRONOIA. The Providence of God ― Die Forsehung Gottes. Forscher aus dem Osten und Westen Europas an den Quellen des gemeinsamen Glaubens. Studientagung. Warschau, 30. August — 4. September 2017 / Ed. by T. Hainthaler and oth. — Wien-Innsbruck: Tyrolia-Verlag, 2019. — S. 111—123

- Брек И., свящ. Чтение Священного Писания по учению святых Отцов // Альфа и Омега. 2002. — № 2 (32). — С. 48-63
- Брек И., свящ. Как читать Ветхий Завет? // Альфа и Омега. 2003. — № 1 (35). — С. 16-30
- Св. Василий Великий. Переписка с Аполлинарием Лаодикийским (вступительная статья, перевод с др.греч., примечания) // Богословский сборник Православного Свято-Тихоновского Богословского Института, № 12. — М., 2003, c. 71-78
- Епископ Василий Селевкийский. Слово на святую Пасху <вступительная статья, перевод с др.греч., примечания> // Альфа и Омега, № 1 (39). — М., 2004. — С. 73-84
- Архим. Плакида (Дезей). Евхаристия и обожение христиан по учению Отцов Церкви <перевод с французского> // Альфа и Омега, № 3 (49). — М., 2007. — С. 123—139
- Греческая философия. Бриссон Л. — Т. II. Часть шестая. — М.: ГЛК, 2008. — С. 651—767 <перевод с французского>
- Уилленберг Э. Д. Вновь о всемогуществе (соавторы: Л. Б. Макеева) <перевод с английского> // Философия религии: альманах (2006—2007). — М.: Наука, 2007. — С. 181—211
- переписка Василия с Аполлинарием // Святитель Василий Великий. Том третий. Письма. — М.: Сибирская благозвонница, 2009. — С. 295—303
- Ж. Даниелу. Современные направления религиозной мысли // Наследие Святых Отцов в XX веке. Итоги исследований / сост., ред. П. Б. Михайлов. — М.: ПСТГУ, 2010. — С. 14-30
- И. Конгар. Святые Отцы — избранные орудие Священного Предания // Наследие Святых Отцов в XX веке. Итоги исследований / сост., ред. П. Б. Михайлов. — М.: ПСТГУ, 2010. — С. 31-49 <перевод> Ж. Даниелу. Христианство и история // Философия религии: альманах (2010—2011). — М.: М.: Восточная литература РАН, 2011. — С. 364—382
- Ж.-К. Ларше. Что такое богословие? // Вестник ПСТГУ I: Богословие. Философия (2012). — Вып. 3 (41). — С. 117—131
- И.-М. Бланшар. Определяющие принципы патристической герменевтики в свете последних изменений в библейской экзегезе <перевод с фр.> // XXII Ежегодная Богословская Конференция ПСТГУ: Материалы 2011. — М., 2012. — Т. 1. — С. 390—396
- Глава I. Возникновение церковной истории и ее последствия // Ф. Янг. От Никеи до Халкидона: Введение в греческую патристическую литературу и ее исторический контекст. — М.: Изд-во ПСТГУ, 2013 — С. 16-78

- Вечный спор о Священном Предании (рецензия на книгу еп. Илариона (Алфеева), Священная тайна Церкви: Введение в историю и проблематику имяславских споров. 2 тт. СПб.: Алетейя, 2002) // Богословский сборник Православного Свято-Тихоновского Богословского Института, № 11. — М., 2003. — С. 469—473
- Богословский вестник, издаваемый Московской Духовной Академией и Семинарией. № 3. 2003. М. — Сергиев Посад, 2003. 433 с. (реферат) // Альфа и Омега, № 2 (40). — М., 2004. — С. 380—384
- Памятники средневековой латинской литературы. VIII—IX века. Отв. ред. М. Л. Гаспаров. Сост. М. Р. Ненарокова. ИМЛИ РАН. — М.: Наука, 2006. — 480 с. // Альфа и Омега. 2006. — № 2 (46). — С. 377—379
- Douglass, Scot. Theology of the Gap. Cappadocian Language Theory and the Trinitarian Controversy. NY: Pеter Lang, 2005. — (American university studies. Series VII: Theology and Religion; vol. 235). — 289 p. // Вестник ПСТГУ. Богословие — Философия. I:17 М., 2007. — С. 136—142
- Святитель Иоанн Златоуст. Огласительные гомилии / сост., введ., комм., библ. И. В. Пролыгиной. Тверь: Герменевтика, 2006. — 254 с. // Альфа и Омега, № 2 (48). — М., 2007. — С. 363—365
- La personne et le christianisme ancien / Sous la direction de B. Meunier. Paris: Cerf, 2006. — 360 p. // Вестник ПСТГУ. Богословие — Философия. I: 4 (20). — М., 2007. — С. 136—142
- Fiedrowicz M. Theologie der Kirchenväter. Grundlagen frühchristlicher Glaubensreflexion. Herder, 2007 // Вестник ПСТГУ. Серия I: Богословие. Философия. 2008. — Вып. 4 (24). — С. 113—115.
- Sesboüé B. La théologie au XXe siècle et l’avenir de la foi. Entretiens avec Marc Leboucher. Paris: Desclée de Brouwer, 2007. — 391 p. // Вестник ПСТГУ. Богословие — Философия. I: 3 (27). — М., 2009. — С. 125—130
- Grégoire de Nysse. Contre Eunome. T. I. 1-146 / Texte grec de W. Jaeger (GNO I, 1), introduction, traduction et notes par R. Winling (Sources chrétiennes № 521). Paris : Les Éditions du Cerf, 2008. — 225 p. // Вестник ПСТГУ. Богословие — Философия. I: 1 (30). — М., 2010. — С. 152—154
- Larchet J.-C. La théologie des énergies divinеs . Des origines à saint Jean Damascène. Paris: Cerf, 2010. — 479 p. // Вестник ПСТГУ. Богословие — Философия. I: 3 (31). — М., 2010. — С. 135—141
- Mettepenningen J. Nouvelle Theologie — New Theology. Inheritor of Modernism, Precursor of Vatican II. L.: T & T Clark International, 2010. 218 p. // Вестник ПСТГУ. Богословие — Философия. I: 4 (32). — М., 2010. — С. 126—129
- Fiedrowicz M. Handbuch der Patristik. Quellentexte zur Theologie der Kirchenväter. Freiburg: Herder, 2010. — 688 S. // Вестник ПСТГУ I: Богословие. Философия (2011). — Вып. 4 (36). — С. 113—119
- J.-C. Larchet. Personne et nature. La Trinité — Le Christ — L’homme. Contributions aux dialogues interorthodoxe et interchrétien contemporains. Paris : Cerf, 2011 (Col. Théologie) — 403 p. // Вестник ПСТГУ I: Богословие. Философия (2013). — Вып. 1 (45). — С. 93-100
- Eukarpa / Εὔκαρπα. Études sur la Bible et ses exégètes réunies par Mireille Loubet et Didier Pralon en hommage à Gilles Dorival. Paris : Cerf, 2011. — 401 p. // Вестник ПСТГУ I: Богословие. Философия (2013). — Вып. 6 (50). — С. 105—108
- Dîncă L. Le Christ et la Trinité chez Athanase d’Alexandrie. Paris : Les éditions du Cerf, 2012. — 399 p. // Вестник ПСТГУ I: Богословие. Философия (2014). — Вып. 6 (56). — С. 121—123
- Guinot J.-N. Théodoret de Cyr. Exégète et théologien. Vol. 1-2. Paris : Les éditions du Cerf, 2012. — 507+526 р. // Вестник ПСТГУ I: Богословие. Философия (2015). — Вып. 1 (57). — С. 122—126
- Ramelli Ilaria L. E. The Christian Doc-trine of Apokatastasis. A Critical Assessment from the New Testament to Eriugena. Leiden; Boston: Brill, 2013 (Col. Supple-ments to Vigiliae Chris-tianae. Texts and Studies of Early Christian Life and Language;120). — 890 p. // Вестник ПСТГУ I:Богословие. Философия (2015). — Вып. 6 (62). — С. 119—122
- Casiday A. Remember the Days of Old. Orthodox Thinking on the Patristic Heritage. St Vladimir’s Seminary Press, 2014 // Вестник ПСТГУ I: Богословие. Философия (2017). — Вып. 1 (69). — С. 141—144
- Gavrilyuk P. L. Georges Florovsky and the Russian Religious Renaissance. Oxford University Press, 2013 // Вестник ПСТГУ I:Богословие. Философия (2017). — Вып. 1 (69). — С. 144—148
- Международные исследования православного богословия: смена парадигмы? — Рец. на кнн.: LouthA. ModernOrthodoxThinkers. From the Philokalia to the present. London: SPCK, 2015. 382 p.; Mong A. Purification of Memory. A Study оf Modern Orthodox Theologians from a Catholic Perspective. Cambridge: James Clarke & Co, 2015. — 212 p. // Вестник ПСТГУ I: Богословие. Философия. Религиоведение. 2018. — Вып. 75. — С. 135—145
- Мистицизм и теология в наследии Анри де Любака // Философия религии: аналитические исследования. 2018. — Т. 2. — № 1. — С. 122—131
- «Анри де Любак в борьбе за сверхприродное» Рец. на кн.: T & T Clark Companion to Henri de Lubac / Ed. by J. Hillebert. London; NY: Bloomsbury T & T Clark, 2017. — 492 p. // Вестник ПСТГУ. Серия I: Богословие. Философия. Религиоведение. 2020. — Вып. 87. — С. 148‒153
- Тайна Предания на Тридентском соборе. Рец. на кн.: Mathias Mütel. Mit den Kirchenvätern gegen Martin Luther? Die Debatten um Tradition und auctoritas patrum auf dem Konzil von Trient. Paderborn: Ferdinand Schöningh, 2017. — 357 s. // Вестник ПСТГУ. Серия I: Богословие. Философия. Религиоведение. 2020. — Вып. 88. — С. 145‒149

- Экзегетика Священного Писания: Каппадокийские Отцы. М.: Издательство ПСТГУ, 2011 — 73 с.
  - Экзегетика Священного Писания: Каппадокийские отцы: учебное пособие. — изд. 2-е, исправленное и дополненное. — М.: Изд-во ПСТГУ, 2018 — 96 с.
- Рабочая программа дисциплины «История теологии» // Сборник программ учебных дисциплин модуля «Общая теология». М.: Изд-во ПСТГУ, 2012. С. 47-66 (в соавторстве с прот. Н. Емельянов, К. М. Антонов, О. Р. Сафронов, Н. Ю. Сухова, А. С. Небольсин, прот. К. Польсков, прот. Г. Ореханов) — 89 с.
- Рабочая программа дисциплины «Патрология I—IV веков». — М.: Издательство ПСТГУ, 2012. — С. 23-55
- Библиография теологии. М.: Изд-во ПСТГУ, 2017. — 34 с.